# Ajima Naonobu
Ajima Naonobu (安島直円?   1732 – 14 de noviembre de 1798) fue un matemático japonés del período Edo y exponente del wasan. 

## Trabajo
Ajima es considerado como el introductor del cálculo en la matemática japonesa. El significado de esta innovación no se ve disminuido por la probabilidad de que tuviera acceso a escritos europeos sobre el tema. Ajima también planteó la cuestión de inscribir tres círculos mutuamente tangentes en un triángulo, Estos círculos se conocen ahora como círculos de Malfatti después de la obra posterior de Gian Francesco Malfatti, pero dos elementos notables de un triángulo derivados de ellos, los puntos de Ajima-Malfatti, llevan su nombre.
Ajima era astrónomo en el Observatorio del Shogun (Bakufu Temmongaki).

## Reconocimientos
- En 1976 la UAI decidió llamarle «Naonobu» a un astroblema lunar.[6]